# Anne Hutchinson
Anne Hutchinson (nhũ danh Marbury; tháng 7 năm 1591 - tháng 8 năm 1643) là một cố vấn tinh thần Thanh giáo, nhà cải cách tôn giáo, và là người tham gia quan trọng trong Cuộc tranh cãi Antinomian làm rung chuyển Thuộc địa Massachusetts Bay còn sơ khai từ năm 1636 đến 1638. Những niềm tin tôn giáo mạnh mẽ của cô đã xảy ra mâu thuẫn với các giáo sĩ Thanh giáo thành lập ở khu vực Boston và sự nổi tiếng và sức lôi cuốn của cô đã giúp tạo ra một giáo lý thần học đe dọa phá hủy cộng đồng tôn giáo của người Thanh giáo ở New England. Cuối cùng cô đã bị xét xử và bị kết án, sau đó bị trục xuất khỏi thuộc địa cùng với nhiều người ủng hộ cô.
Hutchinson sinh ra ở Alford, Lincolnshire, Anh, con gái của Francis Marbury, một giáo sĩ Anh giáo và giáo viên trường học đã cho cô một nền giáo dục tốt hơn nhiều so với hầu hết các cô gái khác nhận được. Cô sống ở London khi còn là một thanh niên, và kết hôn với một người bạn ở nhà, William Hutchinson. Cặp vợ chồng chuyển về Alford nơi họ bắt đầu theo nhà truyền giáo John Cotton ở cảng Boston, Lincolnshire  gần đó. Cotton đã bị buộc phải di cư vào năm 1633, và Hutchinsons theo sau một năm sau đó với 11 đứa con của họ và nhanh chóng được thành lập tại khu định cư đang phát triển của Boston ở New England. Hutchinson là một nữ hộ sinh và hữu ích cho những người cần sự giúp đỡ của cô ấy, và cô cũng rất thẳng thắn với những hiểu biết tôn giáo cá nhân của mình. Chẳng mấy chốc, cô đã tổ chức phụ nữ họp tại nhà hàng tuần, cung cấp bình luận về các bài giảng gần đây. Những cuộc họp này trở nên phổ biến đến nỗi cô cũng bắt đầu cung cấp các cuộc họp cho nam giới, bao gồm cả thống đốc trẻ của thuộc địa, Henry Vane.
Hutchinson bắt đầu cáo buộc các bộ trưởng địa phương (ngoại trừ Cotton và anh rể của chồng bà, John Wheelwright) đã thuyết giảng một giao ước về công việc thay vì giao ước ân sủng, và nhiều bộ trưởng cũng bắt đầu phàn nàn về những lời buộc tội ngày càng trắng trợn của cô, cũng như một số giáo lý thần học không chính thống mà Hutchinson phát triển. Cuối cùng, tình huống nổ ra vào cuộc tranh cãi thường được gọi là Cuộc tranh cãi ở Antinomian, lên đến đỉnh điểm trong phiên tòa năm 1637, sự kết án và trục xuất cô khỏi thuộc địa. Sau đó có một phiên tòa nhà thờ tháng 3 năm 1638, trong đó cô đã bị đuổi ra khỏi hội đoàn.